# Señorita Panamá
Señorita Panamá hoặc Hoa hậu Panama là một cuộc thi sắc đẹp cấp quốc gia ở Panama. Những người chiến thắng sẽ đại diện cho Panama tại các cuộc thi sắc đẹp lớn như Hoa hậu Hoàn vũ, Hoa hậu Hòa bình Quốc tế, Hoa hậu Siêu quốc gia.

## Danh sách Hoa hậu Panama
| Năm       | Số thứ tự | Người chiến thắng                      | Tiểu bang     | Nơi tổ chức                                                               |
| --------- | --------- | -------------------------------------- | ------------- | ------------------------------------------------------------------------- |
| 1952      | 1         | Elzibir Gisela Malek                   | Coclé         | Hotel El Panamá                                                           |
| 1953      | 2         | Emita Arosemena Zubieta†               | Los Santos    |                                                                           |
| 1954-1963 | 3         | Liliana Torre                          | Panamá Centro |                                                                           |
| 1964      | 4         | Maritza Montilla                       | Coclé         |                                                                           |
| 1965      | 5         | Sonia Inés Ríos†                       | Colón         |                                                                           |
| 1966      | 6         | Dionisia Broce                         | Los Santos    |                                                                           |
| 1967-1969 | 7         | Mirna Norma Castillero                 | Herrera       |                                                                           |
| 1970      | 8         | Berta López Herrera                    | Veraguas      |                                                                           |
| 1971-1972 | 9         | Gladys Isaza                           | Panamá Centro |                                                                           |
| 1973      | 10        | Janine Lizuaín                         | Panamá Centro |                                                                           |
| 1974      | 11        | Jazmín Nereida Panay                   | Panamá Centro |                                                                           |
| 1975      | 12        | Anina Horta Torrijos                   | Panamá Centro |                                                                           |
| 1976      | 13        | Carolina Maria Chiari                  | Panamá Centro |                                                                           |
| 1977      | 14        | Marina Valenciano                      | Los Santos    |                                                                           |
| 1978      | 15        | Diana Leticia Conte Vergara            | Panamá Centro |                                                                           |
| 1979      | 16        | Yahel Cecile Dolande                   | Panamá Centro |                                                                           |
| 1980      | 17        | Gloria Karamañites Davis               | Colón         |                                                                           |
| 1981      | 18        | Ana María Henríquez Valdés             | Panamá Centro |                                                                           |
| 1982      | 19        | Isora de Lourdes Moreno López          | Panamá Centro |                                                                           |
| 1983      | 20        | Elizabeth Bylan Bennett                | Panamá Centro |                                                                           |
| 1984      | 21        | Cilinia Prada Acosta                   | Panamá Centro |                                                                           |
| 1985      | 22        | Janett Vásquez Sanjur                  | Panamá Centro | Teatro Nacional de Panamá, Ciudad de Panamá.                              |
| 1986      | 23        | Gilda García López                     | Veraguas      |                                                                           |
| 1987-1989 | 24        | Gabriela Deleuze Ducasa                | Los Santos    |                                                                           |
| 1990      | 25        | Liz Michelle De León Paz               | Panamá Centro |                                                                           |
| 1991      | 26        | Ana Cecilia Orillac Arias              | Panamá Centro |                                                                           |
| 1992      | 27        | Giselle Amelia González Aranda         | Veraguas      |                                                                           |
| 1993      | 28        | María Sofía Velásquez Jaimes-Freyre    | Panamá Centro | Teatro Anayansi Centro de Convenciones Atlapa, Ciudad de Panamá.          |
| 1994      | 29        | Michele Jeanette Sage Navarrete        | Panamá Centro | Teatro Anayansi Centro de Convenciones Atlapa, Ciudad de Panamá.          |
| 1995      | 30        | Reyna del Carmen Royo Rivera           | Panamá Centro | Teatro Anayansi Centro de Convenciones Atlapa, Ciudad de Panamá.          |
| 1996      | 31        | Lía Victoria Borrero González          | Los Santos    | Teatro Anayansi Centro de Convenciones Atlapa, Ciudad de Panamá.          |
| 1997      | 32        | Tanisha Tamara Drummond Johnson        | Colón         | Teatro Anayansi Centro de Convenciones Atlapa, Ciudad de Panamá.          |
| 1998      | 33        | Yamani Esther Saied Calviño            | Panamá Centro | Teatro Anayansi Centro de Convenciones Atlapa, Ciudad de Panamá.          |
| 1999      | 34        | Analía Verónica Núñez Sagripanti       | Chiriquí      | Teatro Anayansi Centro de Convenciones Atlapa, Ciudad de Panamá.          |
| 2000      | 35        | Ivette María Cordovez Usuga            | Panamá Centro | Teatro Anayansi Centro de Convenciones Atlapa, Ciudad de Panamá.          |
| 2001      | 36        | Justine Lissette Pasek Patiño          | Panamá Centro | Gran Salón Hotel Continental, Ciudad de Panamá.                           |
| 2002      | 37        | Stefanie de Roux Martín                | Panamá Centro | Centro de Convenciones Vasco Núñez, Ciudad de Panamá.                     |
| 2003      | 38        | Jessica Patricia Rodríguez Clark       | Panamá Centro | Figali Convention Center, Ciudad de Panamá.                               |
| 2004      | 39        | Rosa María Hernández Cedeño            | Los Santos    | Teatro Nacional de Panamá, Ciudad de Panamá.                              |
| 2005      | 40        | María Alessandra Mezquita Lapadula     | Panamá Centro | Centro de Convenciones Vasco Núñez del Hotel El Panamá, Ciudad de Panamá. |
| 2006      | 41        | Giselle Marie Bissot Kieswetter        | Panamá Centro | Gran Salón del Hotel & Casino Venetto, Ciudad de Panamá.                  |
| 2007      | 42        | Sorangel Matos Arce                    | Darien        | Gran Salón del Hotel & Casino Venetto, Ciudad de Panamá.                  |
| 2008      | 43        | Carolina Dementiev Justavino           | Panamá Centro | Studio "B" de Canal 13 Telemetro, Ciudad de Panamá.                       |
| 2009      | 44        | Diana Patricia Broce Bravo             | Los Santos    | Tihany Spectacular, Ciudad de Panamá.                                     |
| 2010      | 45        | Anyoli Amorette Abrego Sanjur          | Veraguas      | Sheraton Hotel, Ciudad de Panamá.                                         |
| 2011      | 46        | Sheldry Nazareth Sáez Bustavino        | Herrera       | Teatro Anayansi Centro de Convenciones Atlapa, Ciudad de Panamá.          |
| 2012      | 47        | Stephanie Marie Vander Werf Lobato     | Panamá Centro | Riu Plaza Panamá Hotel, Ciudad de Panamá.                                 |
| 2013      | 48        | Carolina Del Carmen Brid Cerrud        | Veraguas      | Teatro Anayansi Centro de Convenciones Atlapa, Ciudad de Panamá.          |
| 2014      | 49        | Yomatsy Maurineth Hazlewood De La Rosa | Darien        | Riu Plaza Panamá Hotel, Ciudad de Panamá.                                 |
| 2015      | 50        | Gladys Del Carmen Brandao Amaya        | Los Santos    | Hard Rock Hotel & Cafe Megapolis Panama, Ciudad de Panamá                 |
| 2016      | 51        | Keity Drennan Mendieta Britton         | Panamá Centro | Trump Ocean Club International Hotel and Tower, Ciudad de Panamá          |
| 2017      | 52        | Laura Sofía de Sanctis Natera          | Contadora     | Teatro Anayansi Centro de Convenciones Atlapa, Ciudad de Panamá.          |
| 2018      | 53        | Rosa Iveth Montezuma Montero           | Comarcas      | Roberto Durán Arena, Ciudad de Panamá.                                    |
| 2019      | 54        | Mehr Eliezer                           | Flamenco      | Roberto Durán Arena, Ciudad de Panamá.                                    |
| 2020      | 55        | Carmen Isabel Jaramillo Velarde        | Panamá Este   | Roberto Durán Arena, Ciudad de Panamá.                                    |
| 2021      | 56        | Brenda Andrea Smith Lezama             | Panamá Centro | Hotel Whyndham Convention Center, Ciudad de Panamá.                       |

## Bộ sưu tập ảnh Hoa hậu

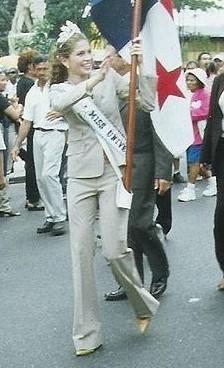
Señorita Panamá 2001 và Hoa hậu Hoàn vũ 2002 Justine Pasek
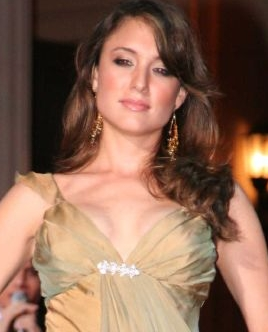
Señorita Panamá 2002 Stefanie de Roux
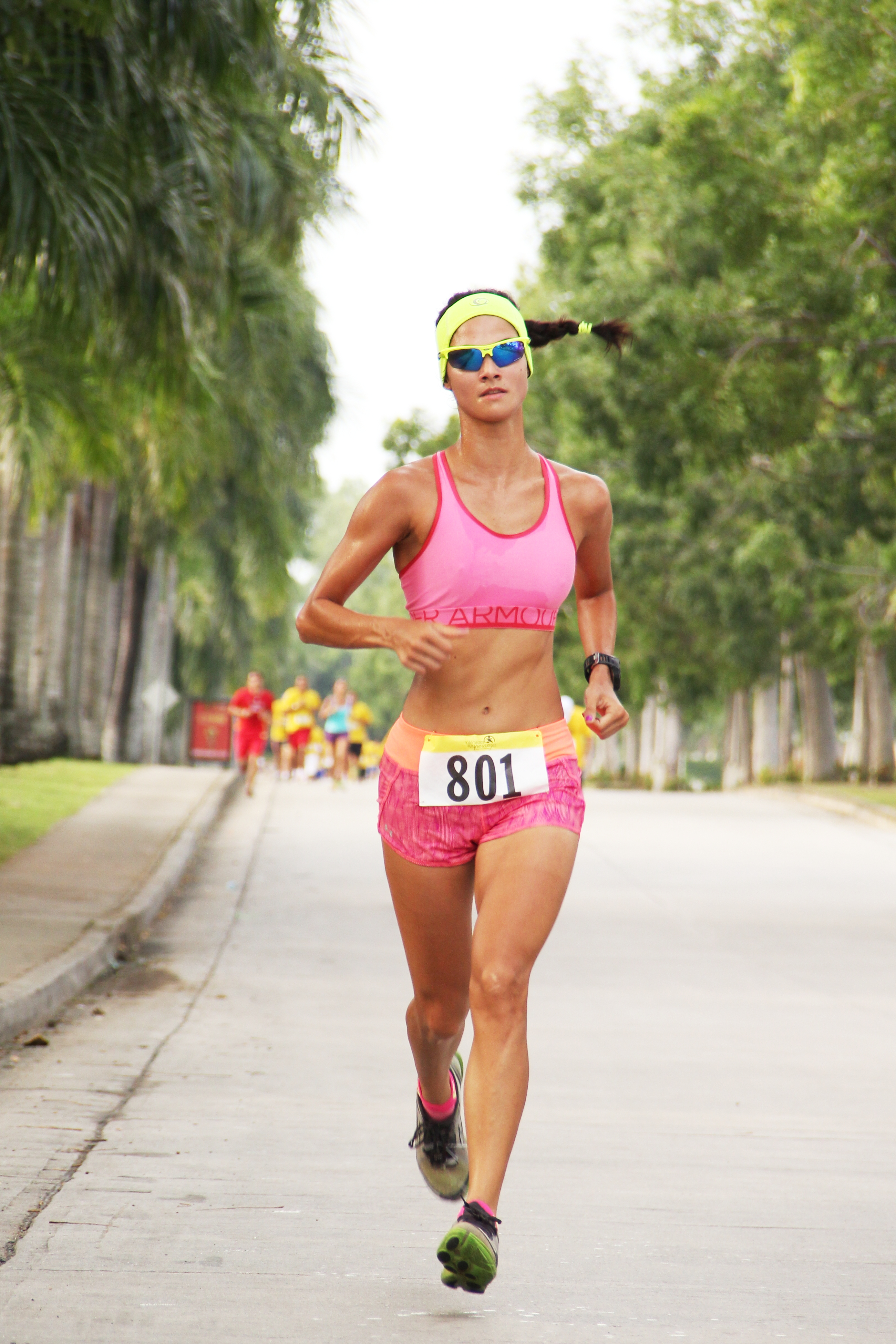
Señorita Panamá 2008 Carolina Dementiev
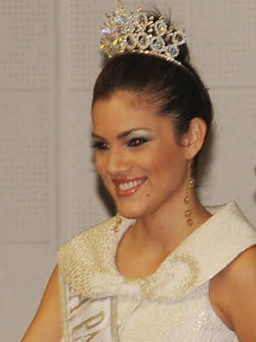
Señorita Panamá 2010 Anyolí Ábrego